# Глибочанка
Глибочанка — річка в Україні, у Березнівському районі Рівненської області. Права притока Ставів, (басейн Прип'яті).

## Опис
Довжина річки приблизно 8,25 км, найкоротша відстань між витоком і гирлом — 7,48  км, коефіцієнт звивистості річки — 1,11 . Річка формується притокою та декількома безіменними струмками.

## Розташування
Бере початок на південно-західній стороні від села Дерманки. Тече переважно на північний захід через Глибочок, урочище Грамарку і на північно-східній околиці Хмелівки впадає у річку Стави, ліву притоку Случі.

## Цікавий факт
- У селі Глибочок на правому березі річки неподалік розташований Надслучанський регіональний ландшафтний парк.
- У XIX столітті річка протікала через хутір Глибочинка.[3]